# غطاء أرضي

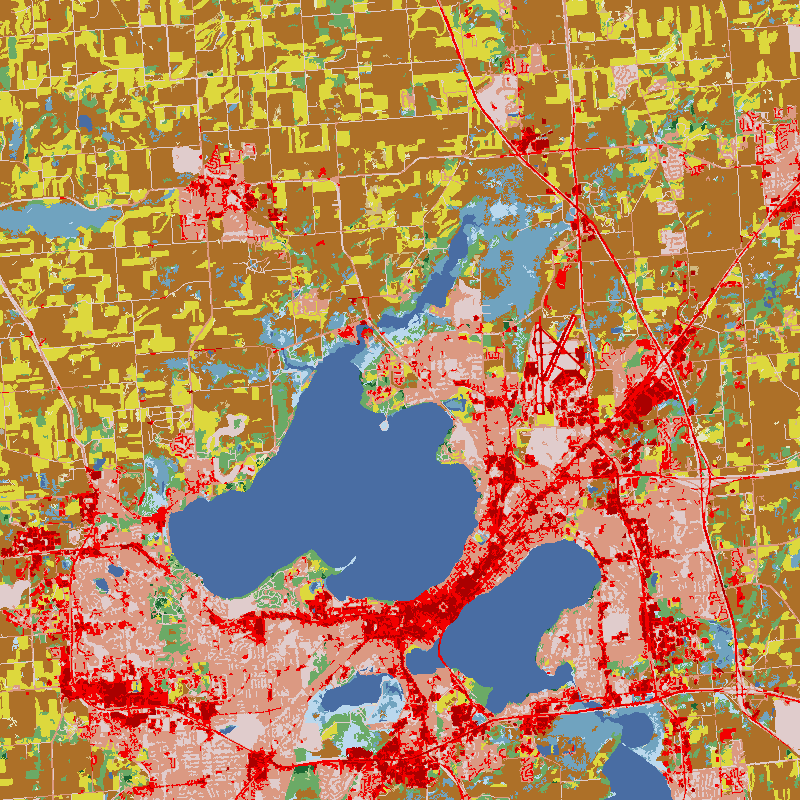

الغطاء الأرضي هو المواد الحقيقة الملموسة الموجودة على سطح الأرض. ويتضمن الغطاء الأرضي كلاً من الحشيش (العشب) والأسفلت (البيتومين) والأشجار والأرض الجرداء والماء الخ. وهناك طريقتان رئيسيتان للحصول على معلومات عن الغطاء الأرضي، وهما: الدراسات الميدانية وتحليل الصور الملتقطة بواسطة الاستشعار عن بعد.
ويختلف الغطاء الأرضي عن استخدام الأرض بالرغم من أنه يتم استخدام المصطلحين بالتبادل. ويعد استخدام الأرض وصفًا لكيفية استغلال الناس للأرض والنشاط الاقتصادي والاجتماعي - والاستخدامات الحضرية والزراعية للأراضي، وهذا يعد أكثر الفئات شيوعًا فيما يتعلق باستخدامات الأراضي. وفي أي نقطة معينة أو مكان محدد، يوجد العديد من بدائل استخدام الأرض، كما يتم تحديد أيها قد يكون له بُعد سياسي. وقد ناقش فيشر وآخرون (Fisher et al) أصول كٍل من المصطلحين «الغطاء الأرضي / واستخدام الأرض» والآثار المترتبة على الخلط بينهما. (2005).
تكمن إحدى المشكلات الرئيسية المتعلقة بالغطاء الأرضي (كما هو الحال مع جميع أنواع الموارد الطبيعية) في أن كل دراسة استقصائية تقوم بتعريف فئات متشابهة من حيث الاسم أو المصطلح ولكن بطرق مختلفة. فعلى سبيل المثال، يوجد العديد من التعريفات لمصطلح "الغابة"، بل وفي بعض الأحيان يكون ذلك داخل منظومة بيئية واحدة، والتي قد تحتوي أو لا تحتوي على عدد معين من مميزات الغابة المختلفة (طول الأشجار، ووجود الغطاء المظلي من الأشجار، وعرض شريط الأشجار، ووجود الحشائش أو الأعشاب، ومعدلات النمو من أجل إنتاج الخشب). كما يمكن تصنيف بعض المناطق التي ليس بها أشجار بوصفها غطاء غابة إذا كان المقصد منها هو إعادة زرع النباتات (مثل المملكة المتحدة وأيرلندا)، وبعض المناطق التي لا تحتوي على أشجار يمكن وصفها بصفتها غابة إذا كانت الأشجار لا تنمو بالسرعة الكافية (مثل النرويج وفنلندا).